# Kiepenheuer & Witsch
Der 1948 gegründete Verlag Kiepenheuer & Witsch ist ein deutscher Publikumsverlag mit Sitz in Köln, der kritische und populäre Sachbücher sowie literarische Werke von renommierten ebenso wie von jungen Schriftstellern publiziert. Derzeit werden die Werke von über 500 Autoren verlegt. Seit 1982 hat der Verlag eine eigene Taschenbuch-Reihe, die KiWi-Paperbacks, seit 2000 als Regional-Imprint »KiWi Köln«, eine auf Bücher aus und über das Rheinland spezialisierte Reihe, und seit 2009 das Berliner Imprint Galiani Berlin. Das größte editorische Unternehmen der Verlagsgeschichte ist die 2002 begonnene textkritische und kommentierte Kölner Ausgabe der Werke Heinrich Bölls, deren 27. und letzter Band im Herbst 2010 erschien.

## Geschichte
Die Gründungsversammlung des Verlages fand am 27. November 1948 vor dem Hagener Notar Walter Meyer statt. Gustav Kiepenheuer war erkrankt und ließ sich notariell vertreten. Die Anteile am Stammkapital in Höhe von 100.000 DM teilten die Gründer folgendermaßen auf: Gustav Kiepenheuer hielt 40 Prozent, Joseph C. Witsch 30 Prozent. Weitere Gesellschafter mit je 10 Prozent waren Witschs Freund Fritz Breuer, der Hagener Unternehmer Adalbert Borgers und der britische Offizier und örtliche Befehlshaber der Britischen Militärregierung F. Peter Alexander. Nach dem Tode von Kiepenheuer im Jahr 1949 vollzogen die Anteilseigner eine Trennung vom Weimarer Gustav-Kiepenheuer-Verlag. Die Anteile der Jenaer Neugründung übernahm Witsch. Nach wechselnden Geschäftssitzen erwarb der Verlag 1953 in Köln-Marienburg ein eigenes Verlagshaus. 1956 kam es zur Angliederung eines Theaterverlages, der in Berlin unter dem Namen Gustav Kiepenheuer Bühnenvertrieb firmiert. Leiter des Kölner Theaterverlags Kiepenheuer & Witsch war von 1954 bis 1959 Jörg Wehmeier, der spätere Chefdramaturg in Köln und Münster.
Witschs erste verlegerische Leistung war die Neuauflage der Werke Joseph Roths, begonnen 1949 mit dessen letztem Roman, Die Legende vom heiligen Trinker, und (vorläufig) abgeschlossen 1956 mit der von Hermann Kesten herausgegebenen Werkausgabe. Der Roman Marion von Vicki Baum wurde 1951 als erstes Buch bei »Kiepenheuer & Witsch« veröffentlicht.
Annemarie Selinko erzielte kurz darauf mit dem Roman Désirée den ersten großen Verkaufserfolg und ist neben Wolfgang Leonhard mit Die Revolution entlässt ihre Kinder (1955) ein Klassiker aus der Frühgeschichte des Verlages. Heinrich Böll wurde mit Und sagte kein einziges Wort 1953 Autor des Verlags und 1972 dessen erster Nobelpreisträger, dem noch weitere folgen sollten: Saul Bellow, Czesław Miłosz, Patrick White, Gabriel García Márquez, Dario Fo und Jean-Marie Gustave Le Clézio.
Von 1953 bis 1968 gab der Verlag Die Kiepe als „literarische Hauszeitschrift“ heraus.
In den 1960er Jahren verschaffte sich der Verlag mit einem ehrgeizigen Lyrik-Programm, dem vom Lektor Dieter Wellershoff – selber sowohl wissenschaftlich wie literarisch tätig – proklamierten Neuen Realismus und mit Autoren wie Rolf Dieter Brinkmann, Nicolas Born und Günter Herburger Anerkennung als ein führender Verlag für deutsche Gegenwartsliteratur. Nun wurden auch die ersten Sachbücher veröffentlicht, zunächst in der Reihe Neue Wissenschaftliche Bibliothek, später verstärkt durch die Studien-Bibliothek.
Nach dem Tode von Joseph C. Witsch im Jahr 1967 übernahm Reinhold Neven DuMont, der bereits seit 1963 im Verlag tätige Ehemann von Annette Neven DuMont, geborene Witsch, als Geschäftsführer die verlegerische Leitung. Am 19. April 1969 wurde Neven DuMont der Inhaber des Verlages Kiepenheuer & Witsch, der den Namen und das Programm beibehielt. Fast alle Autoren konnten gehalten werden, und neue Autoren kamen im Zuge der 68er-Bewegung hinzu, z. B. Wilhelm Reich, Ronald D. Laing und Charles Bukowski. Für die neue sozialkritische Literatur (zu Themen wie antiautoritäre Erziehung, Leben in Kommunen, soziale Randgruppen) wurde die Reihe pocket gegründet. Mit den ersten Büchern von Günter Wallraff und mehreren Schwarzbüchern sowie Bölls Bild – Bonn – Boenisch legte sich der „kleine“ Verlag mit den „Goliaths“ des bundesdeutschen Establishments an, wie dem Springer-Imperium oder der CSU unter Franz Josef Strauß.
In den 1980er Jahren wurde zum einen die Taschenbuchreihe KiWi lanciert (1982), zum andern die kulturelle Aufbruchsstimmung in West und Ost eingefangen, nicht zuletzt mit der neuen Reihe Kunst heute, welche die Ideen von Joseph Beuys, Georg Baselitz und weiteren Künstlern zu verbreiten half.
Im Herbst 1989 sah sich der Verlag in Person seines Verlegers, Neven DuMont, Beschuldigungen der Feigheit ausgesetzt, da er sich aus Angst vor Übergriffen weigerte, Salman Rushdies Roman Die Satanischen Verse zu veröffentlichen, dessen deutsche Rechte der Verlag im Sommer 1988 erworben hatte.
Nach der Wende von 1989 konzentrierte sich der Verlag darauf, seine „Hausautoren“ (neben Böll, Roth, Wellershoff und García Márquez etwa Peter Härtling, Uwe Timm, Nathalie Sarraute, Jean-Marie Gustave Le Clézio, Don DeLillo) mit neuen Werkausgaben zu pflegen, sein Profil durch kritischere Auswahl zu verschärfen und dennoch „am Puls der Zeit“ zu bleiben: in allen Bereichen gute neue Autoren zu verpflichten.
Der Verlag brachte jährlich etwa 80 Bücher heraus und beschäftigte circa 25 Mitarbeiter.
Seit 2002 gehört Kiepenheuer & Witsch über die Georg von Holtzbrinck GmbH & Co. KG, Stuttgart, zur Verlagsgruppe Georg von Holtzbrinck. Verleger war seit dem Jahr 2002 Helge Malchow. Er wurde 2019 von Kerstin Gleba abgelöst.
Das Archiv des Verlages wurde dem Städtischen Archiv Köln übergeben; beim Einsturz des Stadtarchivs 2009 gingen die Bestände überwiegend verloren bzw. wurden erheblich beschädigt.

## Programm
Das belletristische Programm von Kiepenheuer & Witsch wurde und wird neben den oben erwähnten von Autoren wie Don DeLillo, Erich Maria Remarque, Breyten Breytenbach, Jean Giono, Ignazio Silone, Jerome D. Salinger, John le Carré, Erik Fosnes Hansen, V.S. Naipaul, Jean-Marie Gustave Le Clézio, Uwe Timm und Katja Lange-Müller geprägt.
In den letzten Jahren fanden weitere englischsprachige Autoren wie John Banville, Julian Barnes, Michael Chabon, Bret Easton Ellis, Dave Eggers, Jonathan Safran Foer, Nick McDonell, Nick Hornby, David Foster Wallace oder Irvine Welsh im Kölner Verlag ebenso ihre Heimat wie ihre deutschsprachigen Kollegen Maxim Biller, Michael Kumpfmüller, Sibylle Berg, Feridun Zaimoglu, Benjamin von Stuckrad-Barre, Joachim Lottmann, Thomas Hettche, Katharina Hagena, Eva Menasse, Christian Kracht, Volker Kutscher, Kathrin Schmidt, Leif Randt und Daniela Dröscher.
Im Sachbuchprogramm finden sich weitere renommierte Namen wie Ralph Giordano, Joschka Fischer, Heiner Geißler, Carola Stern, Alice Schwarzer, Gerd Koenen, Necla Kelek, Hans Weiss, Helmut Schmidt, Christoph Schlingensief, Ranga Yogeshwar, Sascha Lobo, Ulrike Herrmann, Sophie Passmann, Robert Habeck, Deniz Yücel und Aladin El-Mafaalani.
Auch Publikumslieblinge aus der Unterhaltungsbranche wie Carolin Kebekus, Kurt Krömer, Matthias Brandt, Mario Adorf, Alfred Biolek, Renan Demirkan, Dieter Hildebrandt, Heike Makatsch, Helge Schneider, Elke Heidenreich, Christine Westermann, Jörg Thadeusz, Harald Schmidt und Michael Mittermeier sowie die Bestseller-Autoren Frank Schätzing, Monika Peetz und Bastian Sick schreiben für Kiepenheuer & Witsch.

## Ehrung
Im Jahr 2013 wurde die Übersetzerbarke, ein Literaturpreis des Verbands deutschsprachiger Übersetzer/innen literarischer und wissenschaftlicher Werke (VdÜ), an die Verlagslektorin Bärbel Flad als „übersetzerfreundlicher Verlagsmensch“ verliehen. Sie betreute unter anderem die Werke von Don DeLillo, Gabriel García Márquez, Nathalie Sarraute und Julian Barnes.

## Kritik
Die taz kritisierte im März 2023, dass der Verlag sich in den „sozialen Medien“ in dem Format „Unverlangt eingesandt“ über die Anschreiben von Autoren lustig macht. Der Verlag trete damit nach unten, und scheine einen mitleidig bis verächtlichen Blick auf (noch) nicht kommerziell erfolgreiche Autoren zu kultivieren.